# Montes Torozos

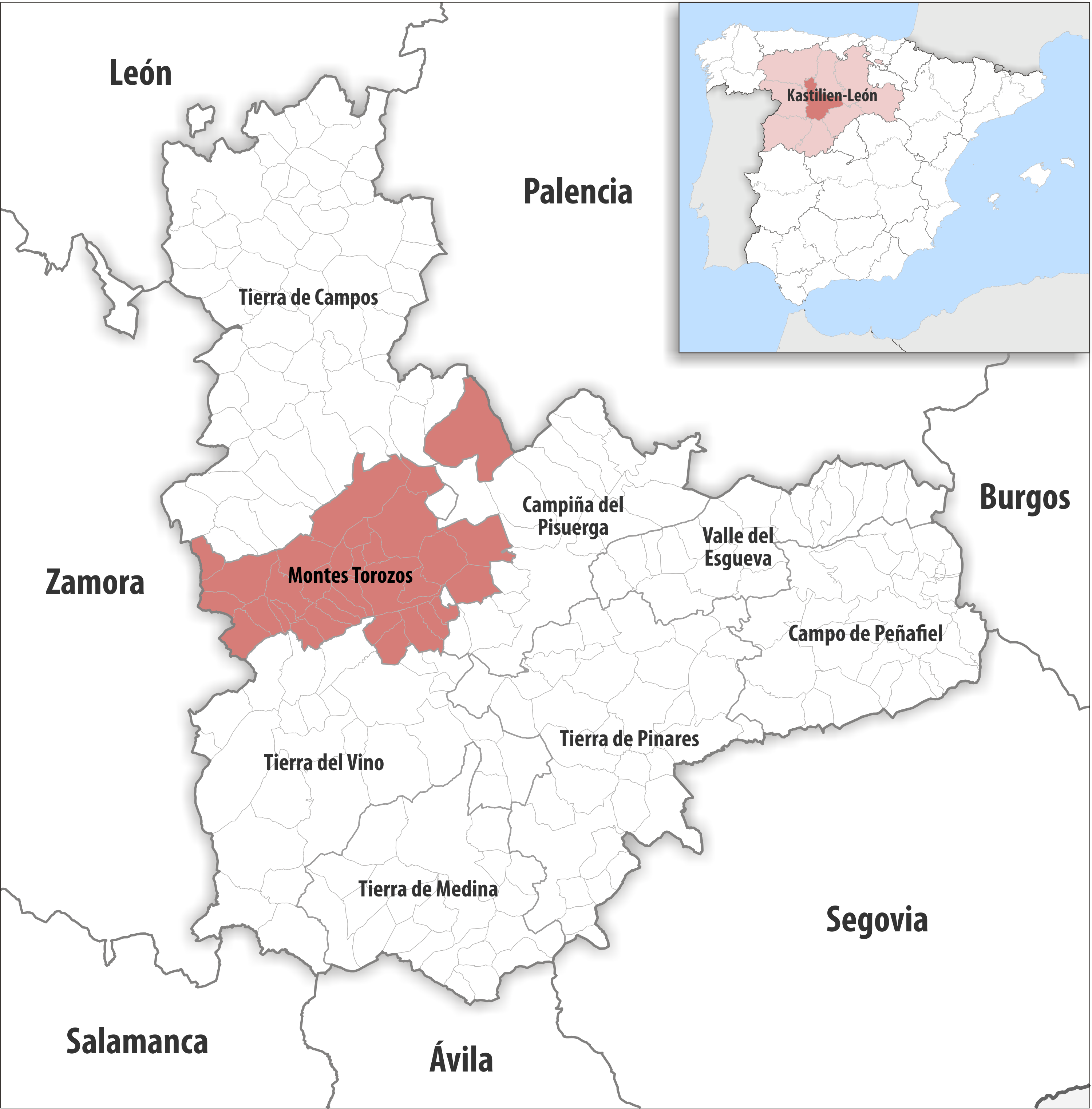
La comarca de los Montes Torozos, en la provincia de Valladolid.

Los montes Torozos son una de las pocas ondulaciones que presentan los páramos al sur de la Tierra de Campos. Están situados en el noroeste de la provincia de Valladolid y suroeste de la provincia de Palencia, en España, y ocupan 2000 km² aproximadamente.

## Localización
Se trata de un  páramo elevado sobre los valles circundantes, al sur del río Pisuerga, al este del Carrión, y con la Tierra de Campos al norte. La comarca comienza en el suroeste de Palencia y termina en los alrededores de Tiedra. La parte noroeste se estrecha marcadamente y luego se va ensanchando desde su centro.

## Población
Está ocupado escasamente con pequeños pueblos agrícolas, dedicados al cultivo del cereal y la vid,, fundamentalmente. En los Torozos se asientan, más o menos vivos, 39 pueblos vallisoletanos y 5 palentinos. Además otros 36 municipios, 29 de Valladolid y 7 de Palencia, tienen parte de su término municipal sobre el páramo, aunque sus núcleos urbanos estén situados en las tierras llanas del perímetro.

### Municipios destacables
- En Castromonte se encuentra la capital de los Montes Torozos. En esta ubicación hubo tres "Encuentros gastronómicos" de la comarca.
- En el pueblo de Villanubla se encuentra el aeropuerto internacional de Valladolid.
- En el castillo de Fuensaldaña se ubicaron las Cortes de Castilla y León hasta el año 2007, momento en el que se trasladaron a Valladolid capital.

## Historia
En sus montes tuvo lugar históricamente el encuentro entre el rey Felipe II y su hermano D. Juan de Austria (Jeromín).
La villa murada de Urueña conserva casi íntegro su sabor medieval. En ella hay interesantes museos y se ha convertido recientemente en la «villa del libro».
Toda la geografía de estos montes, desde la ciudad de Palencia hasta Torrelobatón, está jalonada de fortificaciones o restos de las mismas, tanto en el propio monte como en sus estribaciones. Esto denota la importancia estratégico-militar que tuvo en época medieval, sobre todo al ser frontera entre los reinos de  León y Castilla.
Las fortificaciones más importantes que quedan en pie son: los Castillos de Ampudia, Montealegre de Campos, Villalba de los Alcores, Torrelobatón, Mota del Marqués, Tiedra, Simancas, Fuensaldaña y Trigueros del Valle,  el pueblo amurallado de Urueña y los restos de su castillo. La villa de Dueñas que conserva parte de sus fortificaciones medievales. Haciendo un repaso por su perímetro, observamos que prácticamente todos los municipios del mismo han tenido alguna fortificación.
Durante la guerra civil española (ver guerra civil española en la provincia de Valladolid), fue lugar de agrupamiento de rebeldes franquistas, así como lugar de fusilamiento y de enterramiento en fosas comunes de víctimas republicanas por la represión franquista.

## Geografía física
El relieve de la provincia de Valladolid está definido por una llanura interrumpida por algunas colinas de escasa altitud, como los Alcores o los montes de Torozos, en la parte septentrional, y ciertas prominencias denominadas motas u oteros.
Los montes de Torozos se intercalan entre la Tierra de Campos y la Campiña de Valladolid. Son mesas alineadas de NE a SO, que constituyen un relieve residual. Su límite meridional se sitúa frente al cauce de los ríos Pisuerga y Duero, con una altitud que oscila entre los 800 y 850 metros. Parece ser generalmente admitido que los montes de Torozos son accidentes, aislados por demolición de los depósitos que les circundan. "Meseta formada por aislamientos de las masas de terreno que en otro tiempo la rodeaban. Cerros testigos de las alturas lejanas que al final del período terciario alcanzara el territorio en virtud de la multisecular sedimentación que la evolución de los grandes cursos fluviales posteriores, que aún las cercan, han ido operando alrededor, dejándolos aislados en la campiña, sobre la que yerguen su horizontalidad.
El punto más alto de estos montes es el monte Sardonedo con 862,4 m s. n. m. según el IDECyL situado en el término municipal de Valdenebro de los Valles. Siendo sus coordenadas geodésicas UTM X( 335.178,79) Y(4.634.441,45).

## Según autores
Antonio Ponz, en su Viaje por España, (2.ª edición, 1788), describe a los montes de Torozos como una cordillera de lomas no muy elevadas y de valles tampoco muy profundos que casi divide a Castilla la Vieja en dos partes. Advierte que dicha cordillera no se encuentra "tan poblada ni tan continuada de árboles como se supone haber sido antiguamente, aunque hay trechos que cuentan leguas de espesura, y las plantas son regularmente carrascos, encinas, robles y, en las praderas, fresnos con otros árboles y arbustos".
Pascual Madoz recoge en su diccionario como la única cordillera que merece este nombre la de los Alcores que, ocupando la parte NE del partido de la Mota del Marqués, penetra en el de Medina de Rioseco por el SO., formando el famoso y antes temible Monte Torozos.
El ingeniero de minas Daniel Cortázar escribe que, aunque en la provincia vallisoletana no existe cordillera alguna, hay en ella un sistema orográfico que conviene definir: "Hállanse constituidas las divisorias de las corrientes de agua que cruzan el país por dilatadas mesas, las más veces completamente horizontales y en ocasiones ligeramente quebradas por tesos y morones de poca altura. Estas mesas a las que dan en el país el nombre de páramos, se elevan por término medio unos 120 metros sobre el fondo de los valles más o menos anchurosos que las surcan. Entre los páramos debe citarse el conocido con el nombre de Monte de Torozos, que separa la cuenca del Pisuerga y la del Sequillo y en donde tienen su origen el río Hornija y su afluente el Bajoz, cuyas arroyadas bien pronto se profundizan hasta alcanzar el nivel general de las corrientes de la comarca".

## Orografía
Va experimentando un descenso en su altitud por Trigueros, Corcos, Cigales y Mucientes hasta Fuensaldaña y la gran depresión de la Maruquesa, ya asomada a Valladolid. La figura de los Torozos no es demasiado irregular. Tiene unos 248 km de perímetro, la mitad sur ensancha hasta los 35 km por 75 de eje longitudinal.

## Vegetación actual
Aún persisten algunos de los bosques de quejigos y encinas que hace siglos lo constituían en su mayor parte.